# Saint-Evroult-Notre-Dame-du-Bois

Saint-Évroult-Notre-Dame-du-Bois este o comună în departamentul Orne, Franța. În 1 ianuarie 2022 avea o populație de 440 de locuitori.